# Prosomphax anomala
Prosomphax anomala är en fjärilsart som beskrevs av W. Warren 1902. Prosomphax anomala ingår i släktet Prosomphax och familjen mätare. Inga underarter finns listade i Catalogue of Life.